# Heritage Malta
Heritage Malta (maltesisch Patrimonju Malta) ist eine staatliche Einrichtung für die Bewahrung des kulturellen Erbes Maltas und für Naturschutz. Ihr Sitz befindet sich im früheren britischen Marinekrankenhaus in Kalkara, der Villa Bighi.

## Aufgaben
Die Aufgabe von Heritage Malta ist es, sicherzustellen, dass die ihm anvertrauten Bestandteile des kulturellen Erbes der maltesischen Inseln geschützt und der Öffentlichkeit zugänglich gemacht werden. Heritage Malta betreibt ferner eine Abteilung für die Ausbildung von Restauratoren und Naturschutzwissenschaftlern.

## Geschichte
Heritage Malta wurde durch das 2002 erlassene „Gesetz über das kulturelle Erbe“ geschaffen und ersetzte das frühere Museums Department of Malta. Anfänglich war Heritage Malta mit der Verwaltung von Museen, Fundstätten und deren Sammlungen beauftragt. Die Zuständigkeit der Behörde wurde 2005 erweitert, als sie das ehemalige Malta Centre for Restoration übernahm und die für die Erhaltung von Kulturgütern zuständige nationale Behörde wurde.